# Nongan
Nongan is een bestuurslaag in het regentschap Karangasem van de provincie Bali, Indonesië. Nongan telt 5141 inwoners (volkstelling 2010).